# Llista de mini torneigs d'escacs
Aquesta és una llista d'alguns dels principals torneigs d'escacs històrics amb només tres o quatre jugadors (Triangular o Quadrangular).
El primer torneig internacional amb quatre jugadors (dos de castellans i dos d'italians es va celebrar, per invitació de Felip II de Castella a la Cort Reial de Madrid el 1575.

## Torneigs

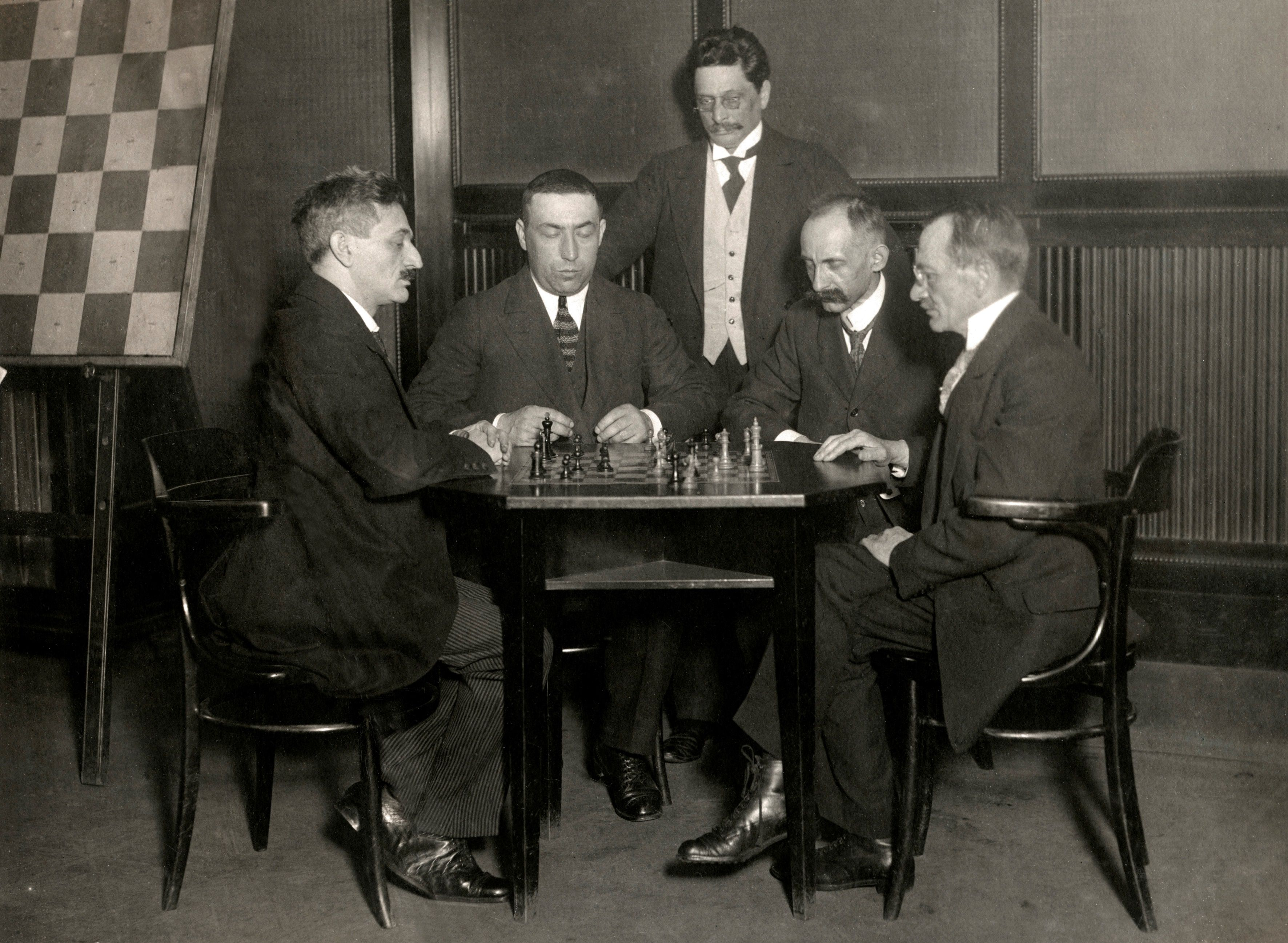
Großmeister-Turnier celebrat a Kerkau-Palast, Berlín, entre el 28 de setembre i l'11 d'octubre de 1918.

- 1575 Madrid 1. Giovanni Leonardo da Cutri, 2. Paolo Boi, 3. Ruy López de Segura, 4. Alfonso Ceron
- 1821 Saint Cloud (Triangular) 1. Louis-Charles Mahé de La Bourdonnais, 2. Alexandre Deschapelles, 3. John Cochrane
- 1855 Londres (Triangular) 1. Ernst Falkbeer, 2. Adolf Zytogorski, 3. Brien
- 1865 Elberfeld 1. Gustav Neumann 2. Viktor Knorre 3. Hoeing 4. Pinedo
- 1867 Colònia 1-2. Wilfried Paulsen, Conrad Vitzthum von Eckstaedt, 3-4. Ehrmann, Emil Schallopp
- 1871 Krefeld (Triangular) 1. Louis Paulsen, 2. Adolf Anderssen, 3. Johannes Minckwitz
- 1871 Wiesbaden 1. Carl Göring, 2. Adolf Stern, 3. Johannes Minckwitz, 4. Hermann von Hanneken
- 1876 Düsseldorf 1. Wilfried Paulsen, 2-3. Ernst Flechsig, Constantin Schwede, 4. Asbeck
- 1879 Londres 1. Henry Edward Bird 2-3. Joseph Henry Blackburne, James Mason, 4. George Alcock MacDonnell
- 1883 Berlín 1. Hermann von Gottschall, 2. Emil Schallopp, 3. Max Harmonist, 4. Berthold Lasker
- 1889 Berlín 1. Emil Schallopp, 2. Theodor von Scheve, 3. Horatio Caro, 4. Hülsen
- 1892 Belfast 1-2. Joseph Henry Blackburne, James Mason, 3. Henry Bird, 4. Francis Joseph Lee
- 1894 Buffalo 1. Jackson Showalter, 2. Harry Pillsbury, 3. Adolf Albin, 4. Farnsworth
- 1895 Skaneateles 1. Eugene Delmar, 2. Richardson, 3. Albert Hodges, 4. Luce
- 1895 Hastings 1. Géza Maróczy 2-3. Henry Ernest Atkins, Rudolf Loman, 4. Wilhelm Cohn
- 1895/96 St. Petersburg 1. Emanuel Lasker, 2. Wilhelm Steinitz, 3. Harry Pillsbury, 4. Mikhaïl Txigorin
- 1896 Viena 1. Berthold Englisch, 2. Carl Schlechter, 3. Georg Marco, 4. Max Weiss
- 1897 Nova York (Triangular) 1-2. Wilhelm Steinitz, Samuel Lipschütz, 3. William Ewart Napier
- 1897 Altona 1. Johannes Metger, 2. Hugo Süchting, 3-4. Martin Bier, Julius Dimer
- 1898 Budapest 1. Rudolf Charousek, 2. Géza Maróczy, 3. Győző Exner, 4. Arthur Havasi
- 1898 Elmshorn 1-4. Hugo Süchting, Martin Bier, Julius Dimer, Arved Heinrichsen
- 1899 Budapest (Triangular) 1. Géza Maróczy, 2. Győző Exner, 3. Miklós Bródy
- 1900 Múnic 1-2. Carl Göring, Abraham Speijer, 3-4. Julius Dimer, Dirk Bleijkmans
- 1900 Kiel 1-2. Hugo Süchting, Oskar Antze 3. Johannes Metger, 4. Hermes
- 1901 Kiel 1-2. Hugo Süchting, Johannes Metger, 3. Oeltjen, 4. Julius Dimer
- 1901 París 1-2. Stanislaus Sittenfeld, Adolf Albin, 3. Jean Taubenhaus, 4. Maurice Billecard
- 1901 Craigside 1. Amos Burn, 2. Henry Ernest Atkins, 3. Gunston, 4. Bellingham
- 1902 París 1. Dawid Janowski, 2. Jean Taubenhaus, 3. Theodor von Scheve, 4. Adolf Albin
- 1902 Carlsbad (Triangular) 1. Viktor Tietz, 2. Dawid Janowski, Moritz Porges
- 1902 Viena 1. Leopold Löwy, Jr, 2. Augustin Neumann, 3. Julius Perlis, 4. Siegfried Reginald Wolf
- 1902 Berlín 1. Ossip Bernstein, 2-3. Erich Cohn, Oskar Piotrowski, 4. Iosif Januschpolski
- 1903 Hamburg 1. Hugo Süchting, 2. Carl Carls, 3. Johannes Metger, 4. Julius Dimer
- 1904 Múnic 1. Rudolf Spielmann, 2. Friedrich Köhnlein, 3. Moissei Eljaschoff, 4. Kürschner
- 1904 Lemberg 1. Emil Gross, 2. Karol Irzykowski, 3. Ignatz von Popiel, 4. Kasimir de Weydlich
- 1904 Sylvan Beach 1. Frank Marshall, 2. Howard, 3. Roething, 4. Guckemus
- 1905 Hamburg 1. Rudolf Spielmann, 2. Julius Dimer, 3. Oeltjen, 4. Oskar Antze
- 1905 Oostende 1. Georg Marco, 2-3. Frank Marshall, Paul Saladin Leonhardt, 4. Richard Teichmann
- 1905 Łódź  (Triangular) 1-2. Akiba Rubinstein, Gersz Salwe, 3. Fedor Duz-Khotimirsky
- 1906 Trenton Falls 1. Emanuel Lasker, 2. Curt, 3. Albert Fox, 4. Raubitschek
- 1906 Łódź  1. Akiba Rubinstein, 2. Mikhaïl Txigorin, 3. Alexander Flamberg, 4. Gersz Salwe
- 1906 St. Petersburg 1. Simon Alapin, 2. Mikhaïl Txigorin, 3. Evtifiev, 4. Ievgueni Znosko-Borovski
- 1906 Bremen 1-2. Wilhelm Hilse, Sohège, 3. Julius Dimer, 4. Oskar Antze
- 1907 Hanover 1. Carl Carls, 2-3. Hugo Süchting, Albert Edelheim, 4. Wilhelm Hilse
- 1907 Varsòvia 1. Alexander Flamberg, 2. Salomon Langleben, 3. Lucian Einbild, 4. Jan Kleczyński, Jr.
- 1908 Łódź  (Triangular) 1. Akiba Rubinstein, 2. Frank Marshall, 3. Gersz Salwe
- 1908 Varsòvia 1. Simon Alapin, 2. Gersz Salwe, 3. Alexander Flamberg, 4. Salomon Langleben
- 1908 St. Petersburg 1. Sergey Lebedev, 2. Sergey von Freymann, 3. Alexander Romanovski, 4. Grigory Helbach
- 1908 Trenton Falls 1. Clarence Howell, 2. Leon Rosen, 3. Sharp, 4. Eugene Delmar
- 1909 Göteborg 1. Milan Vidmar, 2. Paul Saladin Leonhardt, 3. Oldřich Duras, 4. Sjøberg
- 1909 Múnic 1. Richard Teichmann, 2. Simon Alapin, 3. Rudolf Spielmann, 4. Dawid Przepiórka
- 1909 Múnic 1. Hans Fahrni, 2. Savielly Tartakower, 3-4. Simon Alapin, Rudolf Spielmann
- 1911 Múnic 1. Simon Alapin, 2. Rudolf Spielmann, 3. Solomon Rosenthal, 4. Hans Fahrni
- 1911 Múnic 1. Simon Alapin, 2. Gersz Rotlewi, 3. Rudolf Spielmann, 4. Hans Fahrni
- 1911 Barmbek 1. Wilhelm Hilse, 2-3. Hugo Süchting, Julius Dimer, 4. Carl Carls
- 1911 Kitzingen (Triangular) 1. Andreas Duhm, 2. Hrdina, 3. Friedrich Köhnlein
- 1911 Amsterdam 1-2. Frank Marshall, Arnold van Foreest, 3. Adolf Georg Olland, 4. Johannes Esser
- 1913 Nova York 1. Frank Marshall 2. Oldřich Duras, 3. Oscar Chajes, 4. Charles Jaffe
- 1913 Varsòvia (Triangular) 1. Alexander Flamberg, 2. Oldřich Duras, 3. Moishe Lowtzky
- 1913 Łódź  1. Gersz Salwe, 2. Rosenbaum, 3. Gottesdiener, 4. Moshe Hirschbein
- 1913 St. Petersburg 1-2. Aleksandr Alekhin, Grigori Löwenfisch, 3-4. Oldřich Duras, Ievgueni Znosko-Borovski
- 1914 Kíev 1. Alexander Evensohn, 2. Iefim Bogoliúbov, 3. Fedir Bohatyrchuk, 4. Nikolai Grekov
- 1914 París 1-2. Frank Marshall, Aleksandr Alekhin, 3. André Muffang, 4. B. Hallegua
- 1914 Berlín 1-2. Rudolf Spielmann, Erich Cohn, 3. Richard Teichmann, 4. Jacques Mieses
- 1914 Viena 1. Siegfried Reginald Wolf, 2. Ernst Grünfeld, 3. Sauer, 4. Willman
- 1915 Viena 1. Józef Dominik, 2-3. Josef Krejcik, Kalikst Morawski, 4. Richard Réti
- 1915 Atlantic City (Triangular) 1. Frank Marshall, 2. Sharp, 3. Moorman
- 1915/16 Triberg (Triangular) 1. Iefim Bogoliúbov, 2. Ilya Rabinovich, 3. Alexey Selezniev
- 1916 Tampa 1. Moorman, 2-3. Jackson Whipps Showalter, Traube, 4. Hernandes
- 1916 Budapest 1. Gyula Breyer, 2. Zoltán von Balla, 3. Richard Réti, 4. Johannes Esser
- 1916/17 Viena (Triangular) 1. Carl Schlechter, 2. Milan Vidmar, 3. Arthur Kaufmann
- 1916/17 Łódź  1. Gersz Salwe, 2. Teodor Regedziński, 3. Samuel Factor, 4. Moshe Hirschbein
- 1917 Triberg 1-2. Ilya Rabinovich, Alexey Selezniev, 3. Iefim Bogoliúbov, 4. Samuil Weinstein
- 1917 Havana (Triangular) 1. Clarence Howell, 2. Juan Corzo, 3. Blanco
- 1917 Londres (Triangular) 1. George Edward Wainwright, 2. Philip Sergeant, 3. Macdonald
- 1917/18 Viena 1. Milan Vidmar, 2. Savielly Tartakower, 3. Carl Schlechter, 4. Lajos Asztalos
- 1918 Berlín 1. Milan Vidmar, 2. Carl Schlechter, 3. Jacques Mieses, 4. Akiba Rubinstein
- 1918 Berlín 1. Emanuel Lasker, 2. Akiba Rubinstein, 3. Carl Schlechter, 4. Siegbert Tarrasch
- 1918 Moscou (Triangular) 1. Aleksandr Alekhin, 2. Vladimir Nenarokov, 3. Abram Rabinovich
- 1918 Amsterdam 1. Max Marchand, 2-3. van Gelder, Arnold van Foreest, 4. Abraham Speijer
- 1918 Hertogenbosch 1-2. Jan Willem te Kolsté, Gerard Oskam, 3. Max Marchand, 4. Norden
- 1919 Estocolm 1. Rudolf Spielmann, 2. Akiba Rubinstein, 3. Iefim Bogoliúbov, 4. Richard Réti
- 1919 Berlín 1. Iefim Bogoliúbov, 2. Alexey Selezniev, 3-4. Rudolf Spielmann, Richard Réti
- 1919 Berlín 1. Alexey Selezniev, 2. Iefim Bogoliúbov, 3. Friedrich Sämisch, 4. Curt von Bardeleben
- 1919 Berlín (Triangular) 1. Walter John, 2. Ehrhardt Post, 3. Bernhard Gregory
- 1919 Troy 1. Abraham Kupchik, 2. Charles Jaffe, 3. Oscar Chajes, 4. Jacob Bernstein
- 1919/20 Hastings 1. Frederick Yates, 2. Scott, 3. Henry Ernest Atkins, 4. Richard Griffith
- 1920 Gènova 1. Stefano Rosselli, 2. Davide Marotti, 3. Dolci, 4. Bernheimer
- 1920 Utrecht 1. Géza Maróczy, 2. Savielly Tartakower, 3. Adolf Olland, 4. Gerard Oskam
- 1920 Amsterdam 1. Max Euwe, 2. te Kolsté, 3. van Hoorn, 4. Max Marchand
- 1920 Rotterdam 1. Akiba Rubinstein, 2-3. Samuel Factor, Abraham Speijer, 4. van Gelder
- 1920 Łódź  1. Moshe Hirschbein, 2. Rosenbaum, 3. Gottesdiener, 4. Jakub Kolski
- 1920 Viena 1. Savielly Tartakower, 2. Ernst Grünfeld, 3. Géza Maróczy, 4. Benjamin Blumenfeld
- 1921 Kiel 1. Iefim Bogoliúbov, 2-3. Alfred Brinckmann, Friedrich Sämisch, 4. Richard Réti
- 1921 Hamburg 1. Heinrich Wagner, 2. Paul Krüger, 3. Wilhelm Schönmann, 4. Julius Dimer
- 1921 Nova York 1-2. Frank Marshall, Forsberg, 3. Charles Jaffe, 4 Albert Hodges
- 1921 Utrecht 1. Adolf Olland, 2. Willem Schelfhout, 3. Victor Kahn, 4. Piccardt
- 1921 Triberg 1. Akiba Rubinstein, 2-3. Iefim Bogoliúbov, Rudolf Spielmann, 4. Alexey Selezniev
- 1921 Baden-Baden 1. Dietrich Duhm, 2. Weissinger, 3. Sartori, 4. Andreas Duhm
- 1922 Mannheim (Triangular) 1. Siegbert Tarrasch, 2. Paul Saladin Leonhardt, 3. Jacques Mieses
- 1922 París (Triangular) 1. André Muffang, 2. Frédéric Lazard, 3. Amédée Gibaud
- 1922 Scheveningen 1-2. Max Euwe, George Salto Fontein, 3-4. Rudolf Loman, Alexander Rueb
- 1924 Berlín 1. Paul Johner, 2. Akiba Rubinstein, 3. Richard Teichmann, 4. Jacques Mieses
- 1925 Amsterdam 1. Jacques Davidson, 2. Max Euwe, 3-4. Friedrich Sämisch, Henri Weenink
- 1925 Bern 1. Aleksandr Alekhin, 2. Arnold Aurbach, 3. Oskar Naegeli, 4. Walter Michel
- 1925 Londres (Triangular) 1. Akiba Rubinstein, 2-3. George Alan Thomas, Frederick Yates
- 1925 Bromley: 1. Hermanis Matisons, 2. Karel Skalička, 3. Karel Hromádka, 4. Fricis Apšenieks
- 1925 Wiesbaden 1. Max Euwe, 2. Rudolf Spielmann, 3. Georg Schories, 4. Friedrich Sämisch
- 1925 Kolin 1. Richard Réti, 2-3. Karel Opočenský, Max Walter, 4. Formanek
- 1925 Győr 1-2. Ferenc Chalupetzky, Győző Exner, 3. Horváth, 4. Galgóczy
- 1925 Bucarest 1. Alexandru Tyroler, 2. Sigmund Herland, 3. Iosif Mendelssohn, 4. Stefan Erdélyi
- 1925 Leningrad 1. Solomon Gotthilf, 2-3. Carlos Torre Repetto, Yakov Rokhlin, 4. Abram Model
- 1926 Amsterdam 1. Edgar Colle, 2. Savielly Tartakower, 3. Max Euwe, 4. Pannekoek
- 1927 Utrecht 1. Max Euwe, 2. Jacques Davidson, 3. Adolf Olland, 4. Arnold van Foreest
- 1927 Varsòvia 1. Stanisław Kohn, 2-3. Kazimierz Makarczyk, Savielly Tartakower, 4. Akiba Rubinstein
- 1928 Hamburg 1. Heinrich Wagner, 2. Herbert Heinicke, 3. Wilhelm Schönmann, 4. Rodatz
- 1928 Estocolm 1. Richard Réti, 2-3. Erik Lundin, Gösta Stoltz, 4. Gideon Ståhlberg
- 1929 Londres 1. Frederick Yates, 2. William Winter, 3-4. Mir Sultan Khan, Adrian Garcia Conde
- 1929 Maastricht 1. Marcel Engelmann, 2. Victor Soultanbeieff, 3. Salo Landau, 4. Courtens
- 1929 Ghent 1. Edgard Colle, 2. Georges Koltanowski, 3. Marcel Engelmann, 4. Varlin
- 1929 Odessa (Triangular) 1. Boris Verlinsky, 2. Sergey von Freymann, 3. Ilya Kan
- 1930 Rotterdam 1. Savielly Tartakower, 2-3. Daniël Noteboom, Sándor Takács, 4. Salo Landau
- 1930 Berlín 1-2. Ludwig Rellstab, Friedrich Sämisch, 3. Carl Ahues, 4. Kurt Richter
- 1930 Berlín 1. Isaac Kashdan, 2. Karl Helling, 3. Herman Steiner, 4. Friedrich Sämisch
- 1930 Bucarest 1. Taubmann, 2. Abraham Baratz, 3. Iosif Mendelssohn, 4. Wechsler
- 1930 Le Pont 1. Hans Johner, 2. Ossip Bernstein, 3. Oskar Naegeli, 4. Walter Michel
- 1930 Liége 1. Victor Soultanbeieff, 2. Isaias Pleci, 3. Liubarski, 4. Mendlewicz
- 1931 Amsterdam 1-2. Max Euwe, Salo Landau, 3. Daniël Noteboom, 4. Selman
- 1931 Rotterdam 1. Salo Landau, 2. Edgar Colle, 3. Savielly Tartakower, 4. Akiba Rubinstein
- 1932 Bern 1-3. Aleksandr Alekhin, Oskar Naegeli, Erwin Voellmy, 4. Fritz Gygli
- 1933 Bern 1. Oskar Naegeli, 2. Salo Flohr, 3-4. Fritz Gygli, Hans Johner
- 1933 Bremen 1-2. Carl Carls, Carl Ahues, 3. Heinrich Wagner, 4. Oskar Antze
- 1933 Varsòvia 1. Mieczysław Najdorf, 2. Paulin Frydman, 3. Leon Kremer, 4. Kazimierz Makarczyk
- 1933 Moscou 1. Fedir Bohatyrchuk, 2. Boris Verlinsky, 3. Nikolai Riumin, 4. Piotr Romanovski
- 1934 Rotterdam 1. Aleksandr Alekhin, 2. Salo Landau, 3. Muehring, 4. Hamming
- 1935 Łódź  1. Izaak Appel, 2. Achilles Frydman, 3-4. Jakub Kolski, Edward Gerstenfeld
- 1935 Łódź  1. Jakub Kolski, 2-3. Izaak Appel, Teodor Regedziński, 4. Achilles Frydman
- 1935 Łódź  1. Savielly Tartakower, 2. Izaak Appel, 3. Teodor Regedziński, 4. Jakub Kolski
- 1935 Göteborg 1. Gösta Danielsson, 2. Ernst Larsson, 3. Allan Nilsson, 4. John B. Lindberg
- 1936 Amsterdam 1-2. Aleksandr Alekhin, Salo Landau, 3-4. Jongedijk, Koomen
- 1936 Brussel·les 1-2. Jacques Mieses, Jerochov, 3. Alberic O'Kelly de Galway, 4. Jung
- 1937 Bad Nauheim, Stuttgart, Garmisch 1. Max Euwe, 2-3. Iefim Bogoliúbov, Aleksandr Alekhin, 4. Friedrich Sämisch
- 1937 Nice 1. Aleksandr Alekhin, 2. Barbatto Rometti, 3. Victor Kahn, 4. Brian Reilly
- 1937 Bremen 1. Iefim Bogoliúbov, 2-3. Friedrich Sämisch, Heinrich Reinhardt, 4. Carl Carls
- 1937 Brussel·les 1. Alberic O'Kelly de Galway, 2. Movsas Feigins, 3. Paul Devos, 4. Emil Diemer
- 1937 Riga 1. Paul List, 2. Movsas Feigins, 3. Fricis Apšenieks, 4. Teodors Bergs
- 1937 Riga (Triangular) 1. Vladimirs Petrovs, 2. Fricis Apšenieks, 3. Movsas Feigins
- 1937 Viena 1. Paul Keres, 2. Wolfgang Weil, 3. Albert Becker, 4. David Podhorzer
- 1937 Varsòvia 1-4. Gideon Ståhlberg, Antoni Wojciechowski, Lajos Steiner, Mieczysław Najdorf
- 1937 Zoppot 1. Ludwig Rellstab, 2. Gideon Ståhlberg, 3. Lajos Steiner, 4. Herbert Ludwigshausen
- 1938 Bergedorf 1. Heinrich Reinhardt, 2-3. Iefim Bogoliúbov, Friedrich Sämisch, 4. Herbert Heinicke
- 1938 Beverwijk 1. Philip Bakker, 2. van Dijk, 3. Zoontjes, 4. van den Bronk
- 1938 Moscou 1-2. Ilya Kan, Viatxeslav Ragozin, 3-4. Vladimir Alatortsev, Nikolai Riumin
- 1939 Baarn (I) 1. Salo Flohr, 2. Haije Kramer, 3. László Szabó, 4. van Epen
- 1939 Baarn (II) 1. Max Euwe, 2. George Salto Fontein, 3. Salo Landau, 4. Spanjaard
- 1939 Beverwijk 1. Nicolaas Cortlever, 2. van Steenis, 3. Bakker, 4. van Dijk
- 1939 Copenhagen (Triangular) 1. Holger Norman-Hansen, 2. Christian Poulsen, 3. Jens Enevoldsen
- 1939 Buenos Aires (Triangular) 1. Carlos Maderna, 2. Luis Piazzini, 3. José Gerschman
- 1940 Buenos Aires (Triangular) 1. Carlos Guimard, 2. Aristide Gromer, 3. Franciszek Sulik
- 1940 Randers 1-2. Jens Enevoldsen, Christian Poulsen, 3-4. Bjørn Nielsen, Sørensen
- 1940 Baarn 1. Salo Landau, 2-3. Max Euwe, Hans Kmoch, 4. Haije Kramer
- 1940 Beverwijk 1. Max Euwe, 2. Hendrik Jan Van Steenis, 3. Nicolaas Cortlever, 4. Arthur Wijnans
- 1940 Delft 1. Hans Kmoch, 2. Max Euwe, 3. Johannes van den Bosch, 4. Salo Landau
- 1941 Beverwijk 1. Arthur Wijnans, 2. Nicolaas Cortlever, 3. Max Euwe, 4. Carel Sammelius
- 1942 Rio de Janeiro 1. Duarte, 2. João de Souza Mendes, 3. Burlamaqui, 4. Moses.
- 1943 Rio de Janeiro 1. Erich Eliskases, 2. Oswaldo Cruz Filho, 3. Walter Cruz, 4. João de Souza Mendes
- 1951 Buenos Aires (Triangular) 1. Carlos Maderna, 2. Jacobo Bolbochán, 3. Heinrich Reinhardt
- 1952 Sofia (Triangular) 1. Alexander Tsvetkov, 2. Milko Bobotsov, 3. Nikolay Minev
- 1954 Vilnius 1. Vladas Mikėnas, 2. Ratmir Khólmov, 3-4. Isakas Vistaneckis, Viatxeslav Ragozin
- 1956 Leningrad (Triangular) 1. Mark Taimanov, 2. Iuri Averbakh, 3. Borís Spasski
- 1957 Sofia (Triangular) 1. Oleg Neikirch, 2. Aleksandar Matanović, 3. Bogdan Śliwa
- 1960 Madrid 1. Svetozar Gligorić, 2-3. Lajos Portisch, Arturo Pomar, 4. Jan Hein Donner
- 1960 Buenos Aires (Triangular) 1. Samuel Schweber, 2. Heinrich Reinhardt, 3. Erich Eliskases
- 1961 São Paulo (Triangular) 1. Eugenio German, 2. Rodrigo Flores, 3. Bernardo Wexler
- 1962 Estocolm (Triangular) 1. Leonid Stein, 2. Pal Benko, 3. Svetozar Gligorić
- 1963 Leningrad (Triangular) 1. Leonid Stein, 2. Borís Spasski, 3. Ratmir Khólmov
- 1964 Rio de Janeiro (Triangular) 1. Oscar Quiñones, 2. Samuel Schweber, 3. Mauro de Athayde
- 1967 Buenos Aires 1. Henrique Mecking, 2. Julio Bolbochán, 3. Oscar Panno, 4. Alberto Foguelman
- 1973 Chicago (Triangular) 1. Robert Byrne, 2. Samuel Reshevsky, 3. Lubomir Kavalek
- 1974 Buenos Aires (Triangular) 1. Jorge Szmetan, 2. Jorge Rubinetti, 3. Ricardo Grinberg
- 1976 Manila 1. Eugenio Torre, 2. Anatoli Kàrpov, 3. Ljubomir Ljubojević, 4. Walter Browne
- 1979 South Africa 1. Víktor Kortxnoi, 2. Wolfgang Unzicker, 3. Tony Miles, 4. Anatoli Lein
- 1979 Waddinxveen 1. Anatoli Kàrpov, 2. Lubomir Kavalek, 3. Vlastimil Hort, 4. Guennadi Sossonko
- 1980 Puerto Madryn 1-2. Tony Miles, Ljubomir Ljubojević, 3. Oscar Panno, 4. Miguel Quinteros
- 1981 Johannesburg 1. Ulf Andersson, 2-3. Víktor Kortxnoi, Robert Hübner, 4. John Nunn
- 1991 Rybinsk 1. Marat Makarov, 2-3. Vladímir Kràmnik, Maksim Sorokin, 4. Andrei Khàrlov
- 1993 San Nicolas (Triangular) 1. Darcy Lima, 2. Gilberto Milos, 3. Daniel Campora
- 2000 São Paulo 1. Rafael Leitao, 2. Giovanni Vescovi, 3. Jaime Sunye Neto, 4. Gilberto Milos
- 2008 Reykjavik 1-2. Lajos Portisch, Vlastimil Hort, 3. Friðrik Ólafsson, 4. Pal Benkö
- 2009 Bilbao 1. Levon Aronian, 2-3. Aleksandr Grisxuk, Serguei Kariakin, 4. Alexey Shirov
- 2010 Shanghai 1. Alexey Shirov, 2-3. Levon Aronian, Vladímir Kràmnik, 4. Wang Hao
- 2010 Bilbao 1. Vladímir Kràmnik, 2. Viswanathan Anand, 3. Magnus Carlsen, 4. Alexey Shirov
- 2010 Ciutat de Mèxic 1. Judit Polgar, 2. Vesselín Topàlov, 3. Vassil Ivantxuk, 4. Manuel Leon Hoyos